# شانا مک‌دانلد
شانا مک‌دانلد (انگلیسی: Shauna MacDonald؛ زادهٔ ۶ اکتبر ۱۹۷۰) بازیگر و فیلم‌نامه‌نویس اهل کانادا است.
از فیلم‌ها یا برنامه‌های تلویزیونی که وی در آن نقش داشته است، می‌توان به اره ۶، زمانه گرگ، مرز جنون، ماجراهای مرداک، چرخش بوریس، دیوانه و پولاروید اشاره کرد.